# PR-LP 13
El sendero PR-LP 13 es un sendero de Pequeño Recorrido en La Palma (Canarias, España) que une Los Llanos de Aridane con la Caldera de Taburiente.
La longitud total del recorrido es de 27100 metros. Hay 1400 metros de desnivel.